# Drepanosticta krios
Drepanosticta krios – gatunek ważki z rodziny Platystictidae.